# Antoine Caron
Pour les articles homonymes, voir Caron.
Antoine Caron, né en 1521 à Beauvais et mort en 1599 à Paris, est un maître verrier, illustrateur et peintre français maniériste de l’école de Fontainebleau.
À la charnière entre les deux écoles de Fontainebleau, Antoine Caron est une des personnalités majeures du maniérisme français. L’un des rares peintres français de son époque à posséder une personnalité artistique prononcée, son œuvre reflète l’ambiance raffinée, bien que très instable de la cour de la maison de Valois, pendant les guerres de Religion de 1560 à 1598.

## Biographie
Quittant Beauvais où il peignait depuis l’adolescence des tableaux religieux perdus depuis, Caron travaille à l’atelier des vitraux de Leprince, puis fait sa formation dans les ateliers du Primatice et de Nicolò dell'Abbate à l’École de Fontainebleau de 1540 à 1550. En 1561, il est nommé peintre de la cour de Henri II et Catherine de Médicis et deviendra plus tard le peintre attitré de celle-ci. Sa fonction de peintre de la cour incluaient la responsabilité de l’organisation des représentations officielles. Il a, en tant que tel, participé à l’organisation de la cérémonie et de l’entrée royale à Paris pour le sacre de Charles IX et le mariage d’Henri IV avec Marguerite de Valois. Certaines de ses illustrations des festivités à la cour de Charles IX demeurent et constituent vraisemblablement des sources possibles pour la représentation de la cour dans les tapisseries Valois.

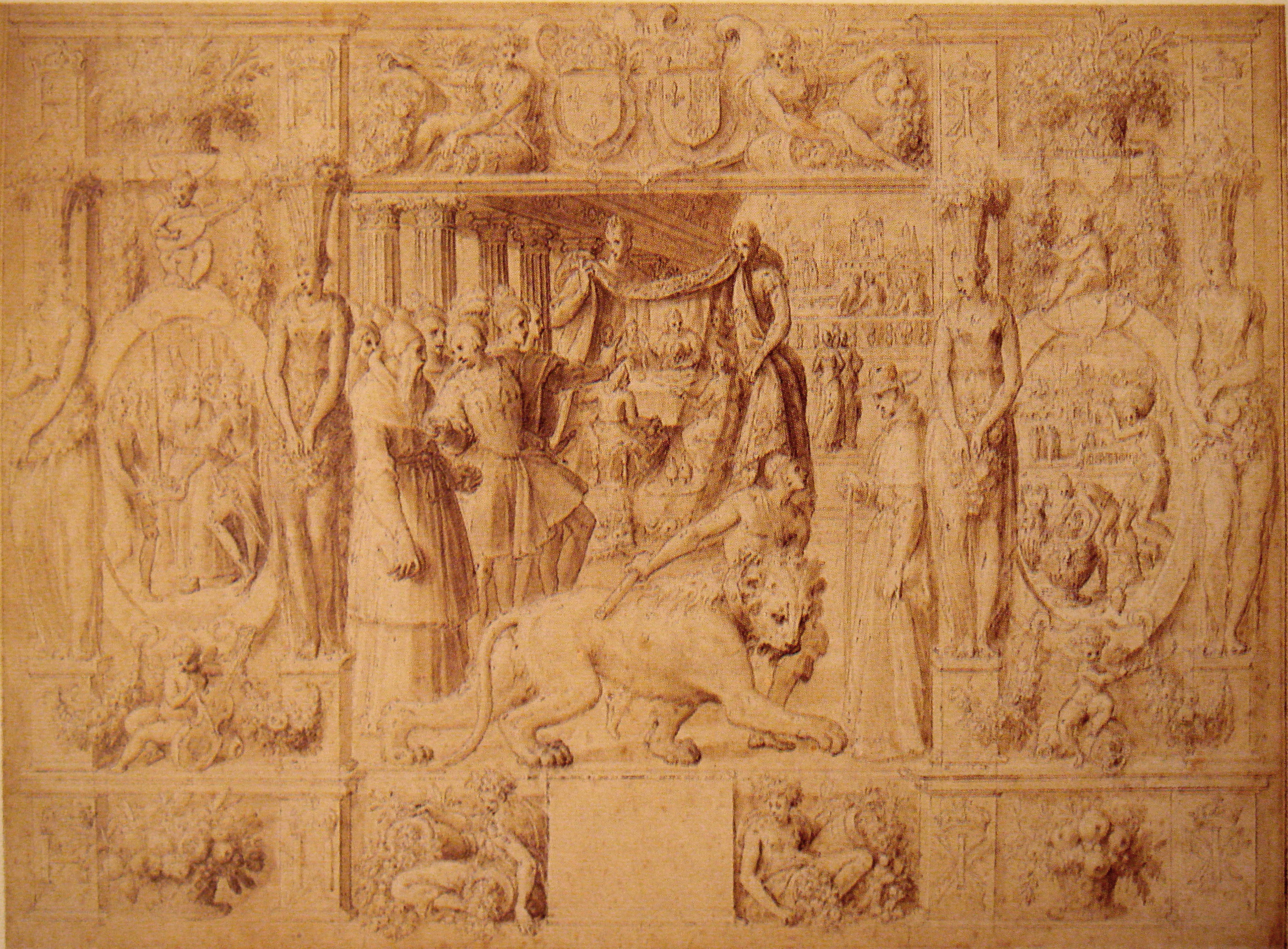
Le Lion de Barberousse par Antoine Caron, v. 1562, représentant le lion offert à François Ier au cours de l’ambassade ottomane en France (1533).

## Œuvre
Le petit nombre d’œuvres survivantes de Caron comprend des sujets historiques et allégoriques, des cérémonies de cour et des scènes astrologiques. C'est un lettré et ses scènes savantes et sophistiquées reflètent la brillante culture qui s'est développée à Paris sous le règne des derniers Valois.
Ses représentations de massacres sont réalisées au milieu des années 1560, comme son seul tableau signé et daté, Les Massacres du Triumvirat (1566), conservé au Louvre. Il évoque les massacres perpétrés pendant les guerres civiles romaines, en 43 av. J.-C. par les triumvirs Antoine, Octave et Lépide. Il s'agirait d'une allusion aux massacres dont les protestants furent victimes, pendant la guerre de religion, principalement à partir de 1561, lorsque trois défenseurs du catholicisme, Anne de Montmorency, Jacques d'Albon de Saint-André et François de Guise se constituent en triumvirat pour s'opposer à la politique d'apaisement de Catherine de Médicis.
La composante essentielle de son style est la reprise de la figure très allongée des artistes italiens, même dans les portraits comme Portrait de femme (1577), une gestuelle éloquente, beaucoup de mouvement et de dynamisme. Il donne un aspect très étrange à ses compositions. La vivacité de ses coloris participe au caractère souvent fantastique de ses œuvres. L'autre aspect emblématique de son œuvre est l’incorporation d’architectures fantaisistes, qui se mêlent parfois à des ruines romaines. Comme son maître dell’Abbate, il place souvent des figures humaines presque insignifiantes au milieu de scènes immenses.
Stylistiquement, son adhésion au maniérisme du Nord se réfère à la typologie de ses personnages. La critique moderne l’appelle « le grand-père du maniérisme ».
Son nom est aussi attaché à l'Histoire d'Artémise. En 1562, Nicolas Houël écrit un long poème dédié à Catherine de Médicis qu'il compare à Artémise, veuve inconsolable du roi Mausole. Il est illustré de dessins d'Antoine Caron. Plusieurs décennies après, Henri Lerambert utilise ce thème et ces dessins pour élaborer les cartons de tapisserie d'une des plus célèbres tentures du début du XVIIe siècle.
En raison du manque de documentation sur la peinture française de cette époque, de nombreuses œuvres qui lui sont attribuées le sont également à d’autres artistes. La relative notoriété de Caron contribue à l’association de son nom à des œuvres comparables aux plus connues des siennes. Dans certains cas, ces toiles, par exemple, la Soumission de Milan à François Ier en 1515 (v. 1570) sont désormais attribuées « à l’atelier d’Antoine Caron ».

## Œuvres
- Diane Chasseresse (1550), Paris, musée du Louvre
- La Résurrection du Christ, Beauvais, musée départemental de l'Oise
- Les Massacres du Triumvirat (1566), 116 × 195 cm, Paris, musée du Louvre
- Le Triomphe de Mars (vers 1570), huile sur panneau, New Haven, Yale University Art Gallery, inv. 1974.40
- Les astronomes étudiant une éclipse ou Denys l'Aréopagite convertissant des philosophes païens (vers 1572), 92 × 73 cm, Los Angeles, Getty Museum
- Le Sac de Lyon (1562), Lyon, Musée historique de la ville
- L'Empereur Auguste et la Sibylle de Tibur (1575-1580) 125 × 170 cm, Paris, musée du Louvre
- Le Roi de Justice, Beauvais, musée départemental de l'Oise
- Le Triomphe de l’Été, 104 × 180 cm, collection particulière, États-Unis
- Le Triomphe de l’Hiver, 103 × 179 cm, collection particulière, Paris
- Le Triomphe du Printemps, 80 × 118 cm, collection particulière, États-Unis
- Rencontre d'Abraham et de Melchisédech, (vers 1590), 80 × 94 cm, collection particulière, Paris
- L'Apothéose de Sémélé (vers 1585), 65 × 76 cm, collection particulière, Paris
- Le Carrousel à l'éléphant (vers 1590), 87 × 129 cm[8], Paris, collection particulière[9], Paris
- L'Arrestation et le Supplice de Thomas More, 120 × 143 cm, Blois, Musée Royal des Beaux-Arts
- Les Massacres du Triumvirat, 82,5 x 145 cm, Mougins, Musée d'Art Classique de Mougins

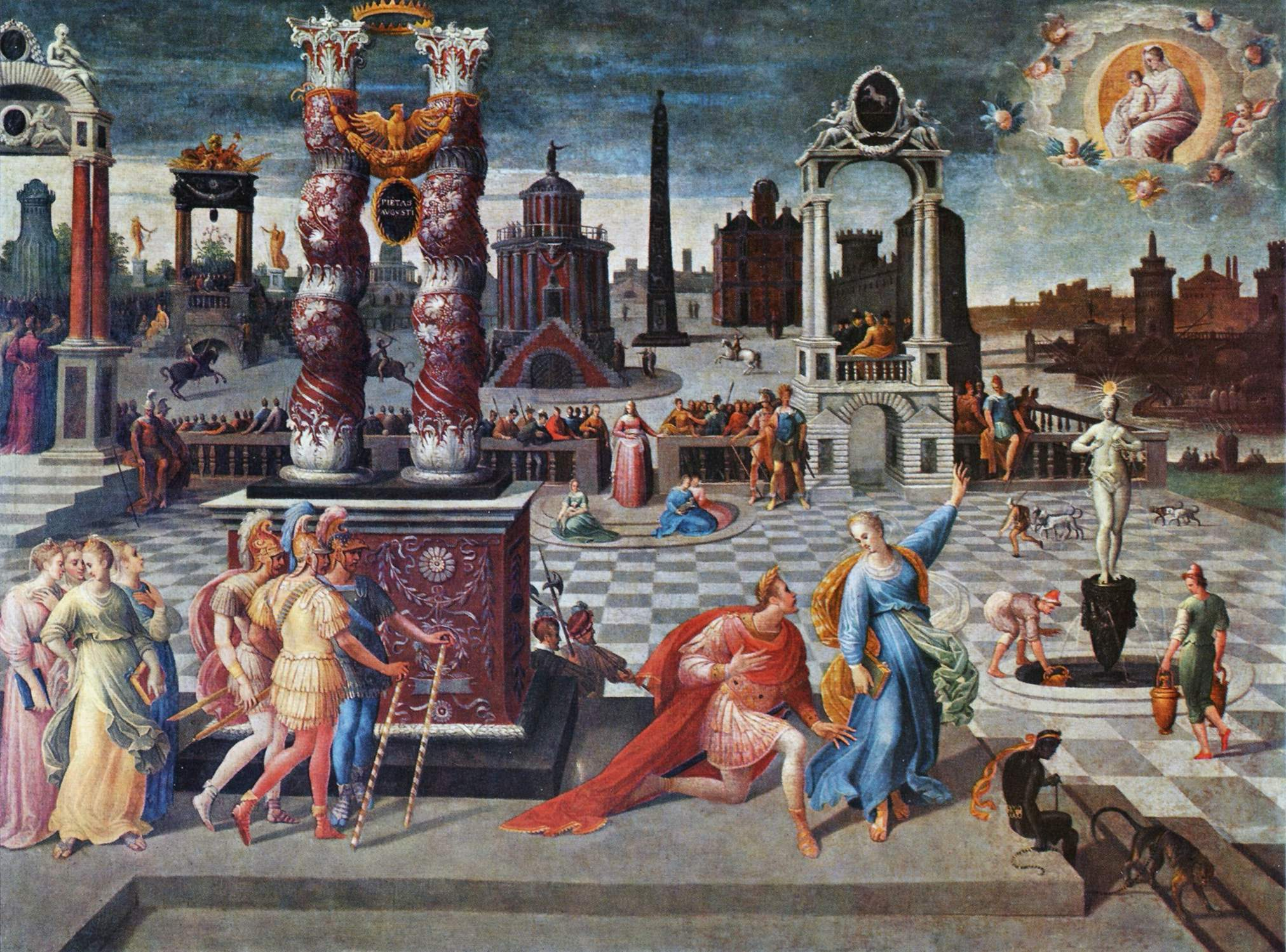
Auguste et la Sibylle de Tibur (v. 1578)
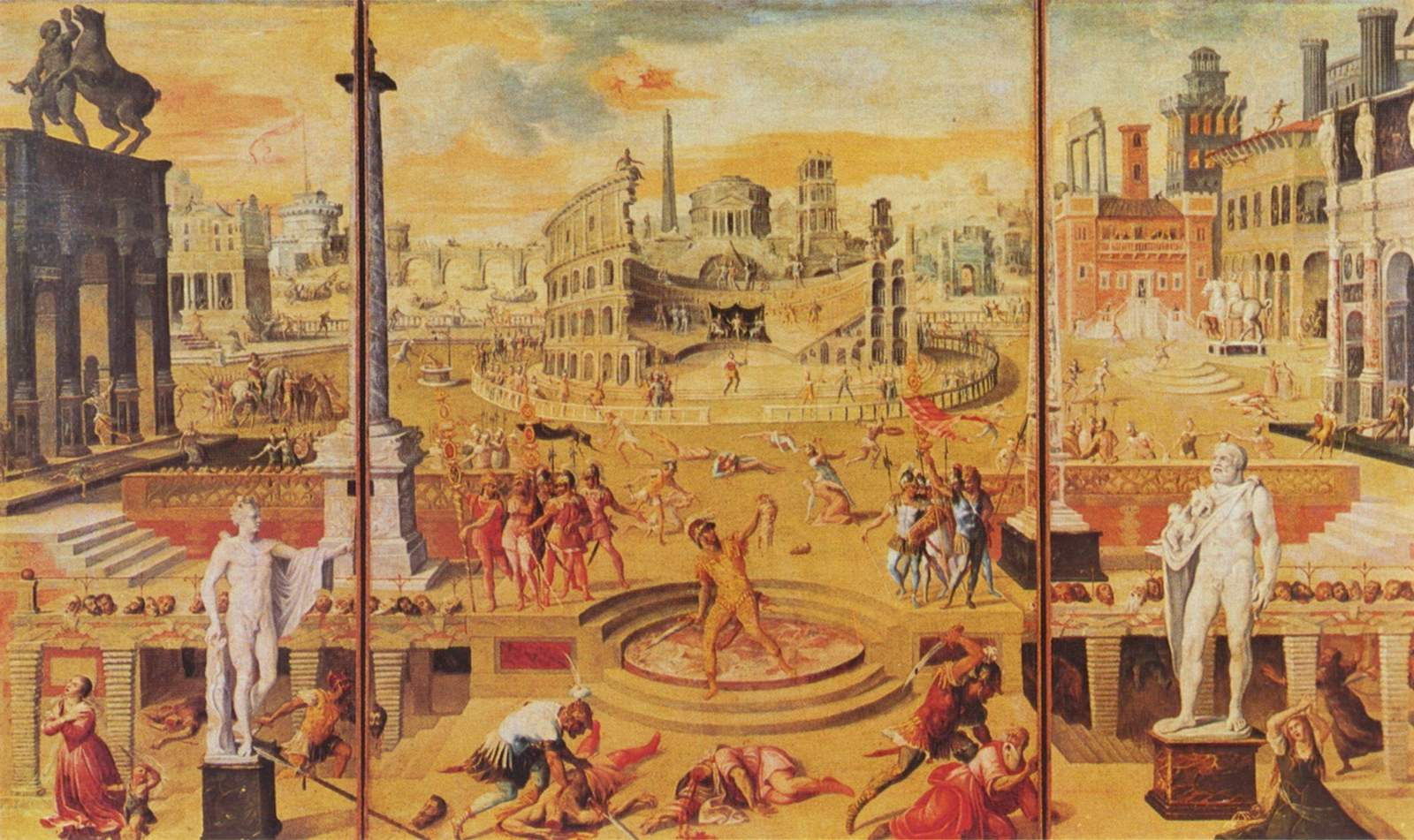
Les Massacres du Triumvirat (1566)
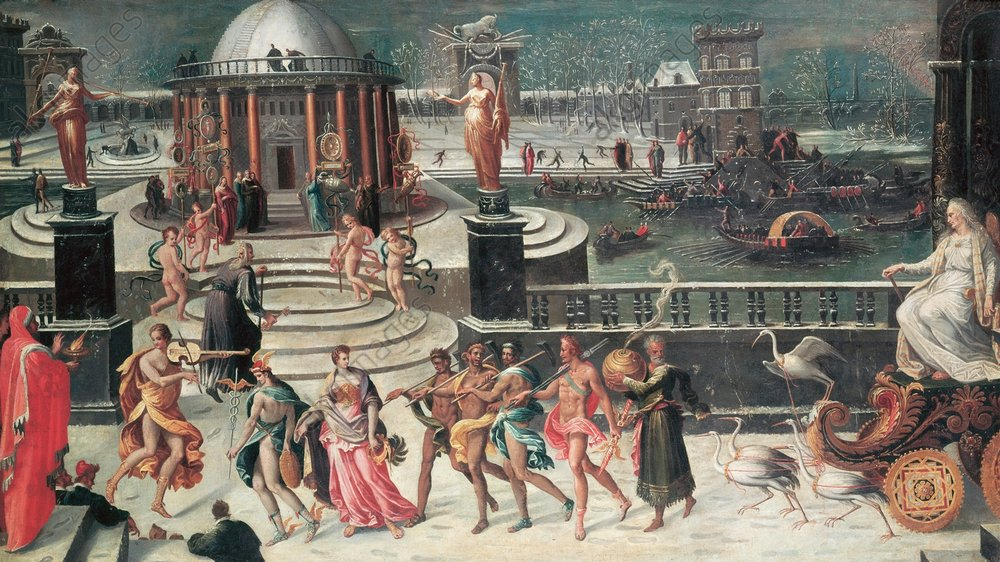
Le Triomphe de l'hiver (v. 1568)
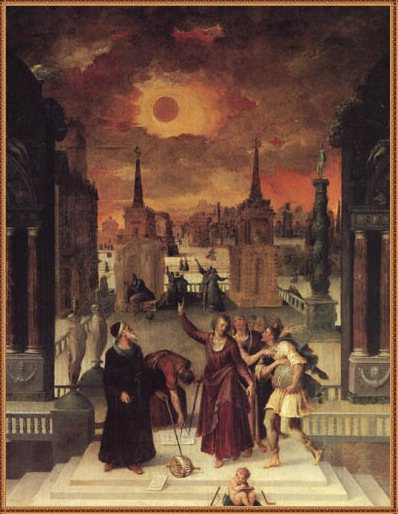
Les astronomes étudiant une éclipse (v. 1575)
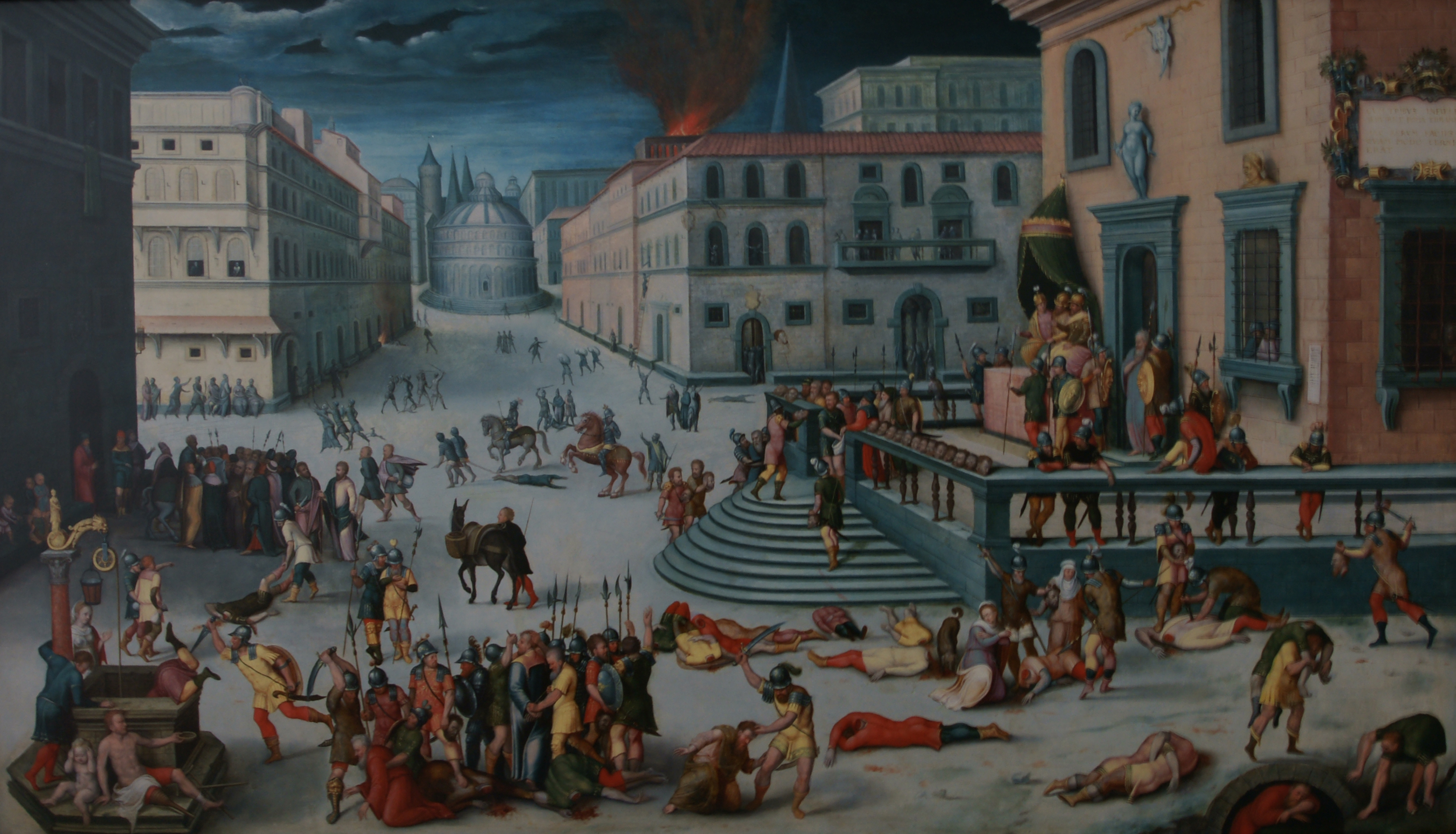
Les Massacres du Triumvirat, Mougins, © Musée d'art classique de Mougins
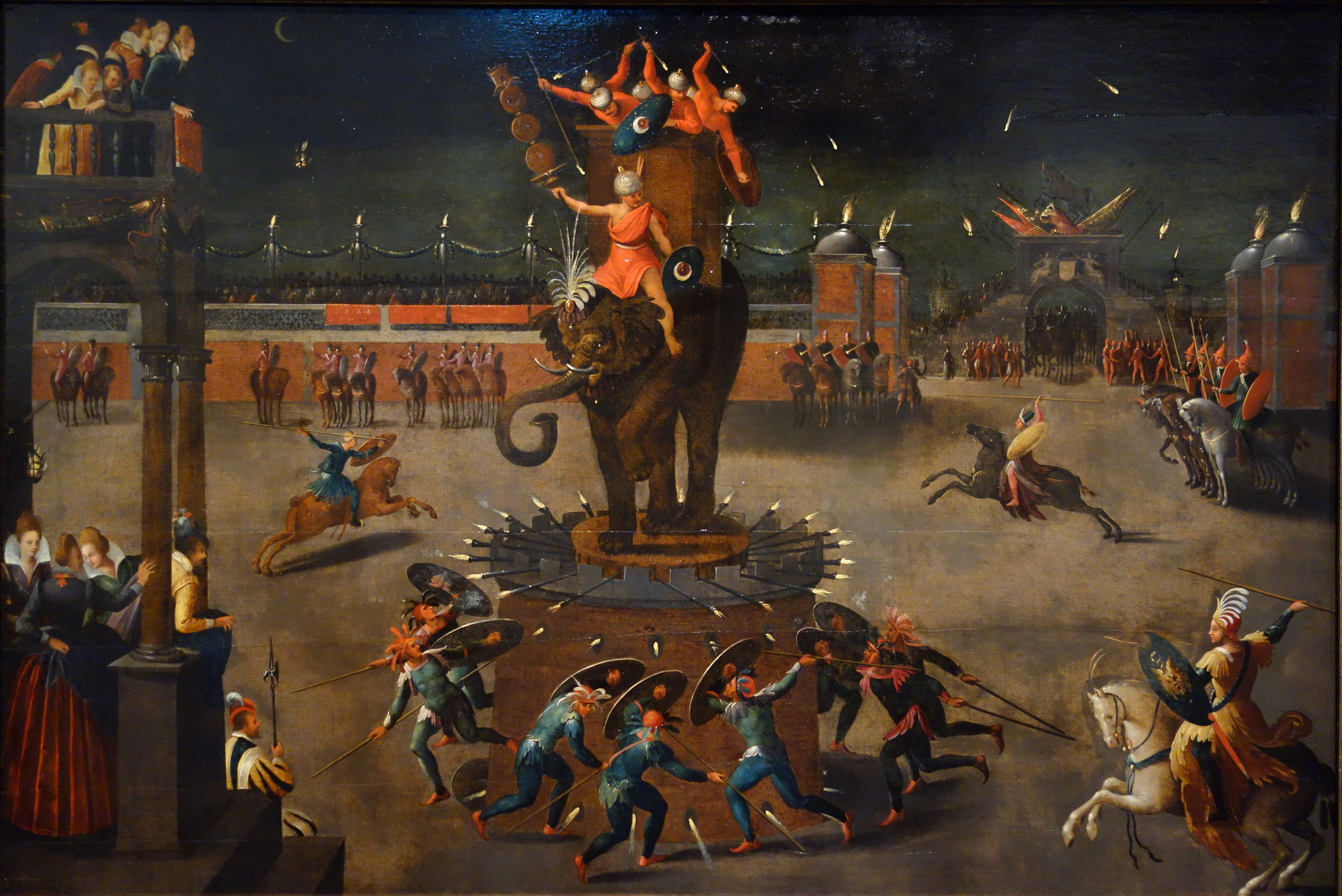
Carrousel à l'éléphant (v. 1590)

## Ré-attributions
- Le Massacre des Triumvirs (vers 1562), 142 × 177 cm Beauvais, musée départemental de l'Oise est attribué de nos jours à Nicolò dell'Abbate.